# USS Yahara (AOG-37)
USS Yahara (AOG-37) był amerykańskim tankowcem typu Mettawee z okresu II wojny światowej. Jego nazwa pochodzi od rzeki płynącej m.in. w hrabstwie Dane w stanie Wisconsin.
Stępkę jednostki, pod starym oznaczeniem MC hull 1800, położono 6 czerwca 1944 w stoczni East Coast Shipyard Inc. w Bayonne (stan New Jersey). Zwodowano go 30 lipca 1944, matką chrzestną była Cynthia Tenety. Jednostka została przerobiona do służby w US Navy w Marine Basin Co. w Brooklynie i weszła do służby w New York Navy Yard 29 września 1944, pierwszym dowódcą został Lt. N. Clark Biggs, USNR.

## Operacje na Pacyfiku
Nowy zbiornikowiec wyszedł z Norfolk 30 października. Po dziewiczym rejsie na wodach zatoki Chesapeake "Yahara" wypłynął w kierunku Holenderskich Indii Wschodnich 22 listopada, by zabrać ładunek benzyny lotniczej i ropy na Arubie. Po załadunku wyruszył w rejs 1 grudnia kierując się w stronę zachodniego wybrzeża USA. Przeszedł przez Kanał Panamski 6 grudnia i zawijając po drodze do San Diego dopłynął na Hawaje.
Po dotarciu do Pearl Harbor 5 stycznia okręt został przydzielony do 8 Eskadry Zaopatrzeniowej (ang. Service Squadron (ServRon) 8). Z portu wyszedł 5 stycznia w ramach grupy Phoenix dostarczając benzynę lotniczą i ropę do Canton Island 13 stycznia i wrócił do Pearl Harbor dwa dni później.
Kontynuował przewożenie produktów ropopochodnych w rejonie łańcucha Wysp Hawajskich przez większą część lutego pływając do Johnston Island i Maui. Zbiornikowiec popłynął do Wysp Marshala 25 lutego jako część Task Unit 16.8.13. Po drodze dostarczył ładunek benzyny lotniczej do bazy lotnictwa marynarki na Johnston Island, która miała być użyta do działań lotniczych w celu odnalezienia samoloty generała Millarda Harmona, który zaginął na morzu. Okręt dotarł do Eniwetok 13 marca. Po czterech dniach oczekiwań na konwój kierujący się do Zachodnich Karolinów wyszedł w Dniu Świętego Patryka w rejs do Ulithi.
Tydzień później został przydzielony do ServRon 10, pobrał ładunek benzyny, ropy i smarów. Stał jednak w Ulithi przez cały kwiecień i połowę maja, zanim długo oczekiwane rozkazy dotarły i nakazały dołączenie do Task Force 51.

## Operacje w pobliżu Okinawy
19 maja "Yahara" wyszedł w rejs do Kerama Retto w składzie konwoju UOK 16. W czasie podróży otrzymał rozkaz dotarcia do Hagushi. Zbiornikowiec dotarł do Okinawy 28 maja. Pozostawał w tym rejonie do momentu wstrzymania walk w połowie sierpnia. Krążył w rejonie Naha, le Shima, Chimu Wan i Buckner Bay. W tym czasie pełnił operacje przewozowe, transportowania paliwa z dużych tankowców do instalacji brzegowych i jako zaopatrzenie dla mniejszych jednostek.

## Uszkodzenie przez tajfun
W trakcie swojej służby okręt przeżył trzy tajfuny (19-21 lipca; 1-3 sierpnia; 16-18 września). Po wrześniowym załamaniu pogody był zmuszony do podjęcia służby portowej ponieważ wszystkie mniejsze zbiornikowce portowe zostały wyrzucone na brzeg przez sztorm. Czwarty tajfun uderzył 9 października. "Yahara" stracił prawoburtową kotwicę, gdy łańcuch kotwiczny pękł. Okręt wlókł lewoburtową kotwicę trzy mile gdy wiatr o prędkości 125 węzłów burzył wody Buckner Bay.

## Po II wojnie światowej
Po wypełnieniu obowiązków "Yahara" wypłynął w kierunku USA 14 grudnia w towarzystwie siostrzanego USS "Ponchatoula" (AOG-38). Do Pearl Harbor dotarł 5 stycznia 1946. Wznowił podróż 9 stycznia i do San Francisco dotarł 20 stycznia. Do końca miesiąca przebywał w pobliżu wybrzeża Kalifornii zanim ruszył w kierunku Kanału Panamskiego i wschodniego wybrzeża USA.

## Przydział atlantycki
Od 4 marca do 25 kwietnia "Yahara" służył w 16 Flocie (Atlantyckiej Flocie Rezerwowej, ang. Atlantic Fleet Reserve) dostarczając ropę okrętom pełniącym służbę rezerwową w Lake Charles i Jacksonville.

## Wycofanie ze służby
Okręt został wycofany ze służby w Nowym Orleanie 21 maja. "Yahara" został skreślony z listy jednostek floty 19 lipca 1946 i przekazany War Shipping Administration, Maritime Commission 5 listopada 1946.

## Dalsze losy
W 1947 "Yahara" został kupiony przez Texas Oil Company i przemianowany na "El Caribe". Operował następnie pod banderą norweską, brytyjską i francuską zanim w latach 50. XX wieku jego losy stają mniej pewne. Mając port macierzysty w Oslo od 1947 do 1952 służył w norweskiej części Texas Oil Company. Następnie pływał pod brytyjską banderą najpierw dla Verbomilia Steamship Co. a później dla Cousotanker Co., Ltd. (obie z Londynu) w 1953 i 1954. Ostatni wpis dotyczy jednostki nadal noszącą nazwę "El Caribe" pływającej dla Societe Meridionale d'Armement pod banderą francuską i mającą port macierzysty w Marsylii (1954-1958). Przemianowany na "Crysanthi P" był wpisany w rejestrach American Bureau of Shipping od 1958 do 1960, ale bez informacji na temat bandery i właściciela. Dalsze losy nieznane.